# کاترین ای. کولسن
کاترین ای. کولسن (انگلیسی: Catherine E. Coulson؛ ۲۲ اکتبر ۱۹۴۳ – ۲۸ سپتامبر ۲۰۱۵) بازیگر و تهیه‌کننده فیلم اهل ایالات متحده آمریکا بود.
از فیلم‌ها یا برنامه‌های تلویزیونی که وی در آن نقش داشته‌است، می‌توان به توئین پیکس و زن اغواگر اشاره کرد.